# Астраханский 1-й казачий полк
1-й Астраханский казачий полк — иррегулярное формирование (первоочередное) Астраханского казачьего войска в Русской императорской армии. 
Старшинство полка с 7 мая 1817 года, со дня Высочайшего утверждения положения об образовании Астраханского войска. Полк придавался к 5-й кавалерийской дивизии 16-го армейского корпуса Казанского военного округа. В 1910-е годы полк был расквартирован по адресу угол Петиной и Ильинской улиц, Саратов.

## История
В 1737 году указом Сената в Астрахани из новокрещённых калмыков образована трёхсотенная казачья команда. В соответствии с этим указом была составленная команда из 100 русских и 200 новокрещёных калмыков, которая  получила 6 малых знамён, а за недостатком ружей была вооружена — сайдаками, сандовиями, дротиками и палашами. В 1750 году на основе команды казаков был учреждён Астраханский казачий полк (Астраханский казачий конный полк), для доукомплектования которого до положенной в полку штатной численности в 500 человек личного состава, были набраны в крепости Астрахань и крепости Красный Яр казаки из разночинцев, прежних стрелецких и городовых казачьих детей, а также донских казаков и новокрещённых татар и калмыков.
В 1808 году астраханские казаки разделены на три полка, на обязанности которых лежало содержание кордонов на четырёх оберегательных линиях, для защиты поселений от бродячих разбойничьих скопищ киргиз-кайсаков.
7 мая 1817 года последовало Высочайшее утверждение положения о воинском и гражданском управлении и полки переименованы в Астраханское казачье войско, в составе трёх номерных (№ 1, № 2, № 3) казачьих полков, при этом 1-й полк (первоочередной) выставлялся в мирное время, а прочие два (№ 2, № 3) — в военное время.
Казаки из 1-го Астраханского казачьего полка участвовали в Отечественной войне 1812 года, в русско-турецкой войне 1877—1878 годов, где 1-й полк участвовал в сражениях при Аладже, Гассан-Кала, Деве-Бойну и при штурме Карса.
Осенью и в декабре 1914 года 1-й Астраханский полк принимал активное участие на фронтах Первой мировой войны, в частности в Варшавско-Ивангородской операции.
В сентябре 1917 года полк совместно со 2-м Астраханским казачьим полком образовал Астраханскую казачью бригаду, а в октябре того же года полк в составе бригады находился в районе Астрахани. В январе 1918 года 1-й полк расформирован.

## Вооружение
На вооружении казаков состояли шашка и пика.

## Форма одежды

### Форма
При общей казачьей форме полк носил: мундир, чекмень, тулья — тёмно-синий, погон, лампас, колпак папахи, околыш, клапан-пальто, шинели, выпушка — жёлтый.

## Знаки отличий
- Полковое знамя — простое, светло-синие полотнище, с жёлтыми углами, с золотым орлом и золотыми вензелями в углах, пожалованное 1817 года Ноября 12. Судьба неизвестна.
- Знаки отличия на парадные шапки, с надписью: «За отличие в войну 1877—1878 годов».
- Одиночные белевые петлицы на воротнике и обшлагах мундиров нижних чинов, пожалованные 1908 г. Декабря 6.

## Командиры
- 23.02.1879 — 06.05.1884 — полковник Кондратенко, Евграф Павлович
- 19.05.1884 — 27.02.1897 — подполковник (с 12.11.1884 полковник) Щербаков, Пётр Яковлевич
- 07.02.1897 — 22.10.1908 — подполковник (с 06.05.1900 полковник) Ченцов, Пётр Павлович
- 22.10.1908 — 23.09.1912 — полковник Бирюков, Иван Алексеевич[1]
- 23.09.1912 — 05.03.1915 — полковник (с 31.01.1915 генерал-майор) граф Келлер, Артур Артурович
- 08.03.1915 — 01.05.1916 — полковник Михонский, Николай Людвигович
- 01.05.1916 — 16.05.1917 — полковник Востряков, Иван Петрович
- 03.06.1917 — хх.хх.хххх — полковник Аратовский, Николай Иванович